# Theodulf von Trier
Theodulf von Trier (lateinisch Theodulphus, * in Britannien; † um 511 in Trier) war ein Einsiedler. In der katholischen Kirche wird er als Heiliger verehrt.

## Leben nach der Legende
Theodulf soll als Fürstensohn in Britannien geboren sein. Er gelobte Keuschheit und weigerte sich, die für ihn von den Eltern vorgesehene Ehe einzugehen. So wurde er von seinem Vater in die Verbannung geschickt. Zu der Zeit, als Chlodwig I. König des Frankenreichs war (um 500), kam er nach Gallien und zog weiter bis nach Trier, wo er Priester wurde und sich als Einsiedler in den Ruinen des dortigen Kaiserpalastes niederließ. Sein Bruder Theoderich folgte ihm später nach Trier. Theodulf starb um 511 in seiner Einsiedelei.

## Nachwirkung
Im Jahre 1250 wurden Theodulfs Gebeine in einer Kapelle in den Kaiserthermen Triers aufgefunden und in der Dominikanerkirche aufbewahrt. Nach deren Säkularisation kamen sie in die Trierer Liebfrauenkirche.
Sein Gedenktag ist der 28. Februar, der Tag der Auffindung seiner Gebeine. Er gilt als Schutzpatron gegen Krankheiten.